# 妙妙探
《妙妙探》（英語：The Great Mouse Detective）是迪士尼第26部经典动画长片。美國於1986年7月2日上映此電影（香港則於1987年2月26日上映）。
本片DVD已经由博伟在台湾发行，VCD由中录德加拉在中国大陆发行。

## 配音員
| 配音                                                | 配音     | 角色                                                  |
| 英語                                                | 國語     | 角色                                                  |
| --------------------------------------------------- | -------- | ----------------------------------------------------- |
| 貝瑞·英格翰                                         | 康殿宏   | 巴索（Basil）                                         |
| 文森·普萊斯                                         | 沈光平   | 瑞根教授（Professor Ratigan）                         |
| 華爾·貝丁                                           | 佟紹宗   | 道森醫生（Major Dr. David Q. Dawson）                 |
| 蘇珊·波拉特斯克                                     | 陳若甄   | 奧莉薇·費拉夫薩姆/台譯：傅奧莉薇（Olivia Flaversham） |
| 坎迪·卡迪多                                         | 楊少文   | 費蓋（Fidget）                                        |
| 法蘭克·華爾克                                       | 使用原音 | 托比（Toby）                                          |
| 艾倫·揚                                             | 孫中台   | 希拉姆·費拉夫薩姆（Hiram Flaversham）                 |
| 法蘭克·華爾克                                       | 使用原音 | 費莉（Felicia）                                       |
| 戴安娜·切西尼                                       | 姜瑰瑾   | 朱德遜夫人（Mrs. Judson）                             |
| 艾芙·布雷勒                                         | 崔幗夫   | 鼠國女王（Queen Mousetoria）                          |
| 瑪麗莎·曼切斯特                                     |          | 老鼠小姐（Miss Kitty Mouse）                          |
| 貝瑞·英格翰                                         | 夏治世   | 巴斯洛米（Bartholomew）                               |
| 巴索·瑞斯本                                         | 周寧     | 福爾摩斯（Sherlock Holmes）                           |
| 賴瑞·曼恩                                           |          | 華生（Dr. Watson）                                    |
| 維恩·奧爾溫 東尼·安斯爾莫 華克·艾德米斯頓 華爾·貝丁 |          | 護衛（The Thug Guards）                               |

## 外部連結
- 互联网电影数据库（IMDb）上《妙妙探》的资料（英文）
- 爛番茄上《妙妙探》的資料（英文）
- 豆瓣电影上《妙妙探》的資料 （简体中文）
- AllMovie上《妙妙探》的资料（英文）
- 大卡通資料庫上《妙妙探》的資料（英文）